# Sudański konflikt graniczny (2011–2020)
Sudański konflikt graniczny – konflikt między armią sudańską a południowosudańską Ludową Armią Wyzwolenia Sudanu (SPLA) i rebeliantami popieranymi przez walczące kraje (Sudański Front Rewolucyjny wspierany przez Sudan Południowy i Armia Wyzwolenia Sudanu Południowego wspierana przez Sudan), rozpoczęty po aneksji spornego regionu Abyei przez armię Sudanu, na nowo powstałej granicy między Sudanem a Sudanem Południowym.
Po aneksji spornego regionu Abyei bogatego w ropę naftową przez armię Sudanu w maju 2011, ONZ wysłało kontyngent sił stabilizacyjnych (UNFISA). W czerwcu 2011 ciężkie walki, które zmusiły do ucieczki tysiąc cywilów wybuchły w Kordofanie Południowym. Sytuacje zaogniało operowanie na arenie konfliktu sudańskich rebeliantów wspieranych przez Sudan Południowy.
9 lipca 2011 Sudan Południowy proklamował niepodległość. Nie przyniosło to jednak rozwiązania konfliktu, walki na granicy trwały, obie strony obwiniano o zbrodnie wojenne, a darfurska frakcja Ruch Sprawiedliwości i Równości, poparła Południe, w związku z czym prezydent Sudanu Umar al-Baszir ogłosił 23 sierpnia 2011 jednostronny rozejm. Mimo tego we wrześniu 2011 rebelianci sudańscy atakowali wojsko w Nilu Błękitnym. Rozpoczęło to nową fazę konfliktu. Sudańscy rebelianci zajęli znaczną część prowincji i dopiero listopadowa operacja armii odepchnęła wroga.
Wobec odwetu Sudanu 11 listopada 2011 frakcje darfurskie i Ludowy Ruch Wyzwolenia Sudanu (SPML-N) ogłosiły powołanie Sudańskiego Frontu Rewolucyjnego, którego celem było obalić rząd Baszira i zainstalować system demokratyczny w Sudanie. Jednak po zajęciu trzech miast przez rewolucjonistów, lotnictwo sudańskie zadało 25 grudnia 2011 poważny cios rebeliantom, gdyż w jednym z nalotów zginął Chalil Ibrahim, dowódca bojówek z Darfuru.
Na przełomie 2011–2012 na terenach przygranicznych z powodu głodu trwał exodus cywilów. Po negocjacjach pokojowych przywódcy Sudanu i Sudanu Południowego 10 lutego 2012 podpisali pakt o nieagresji, jednak 26 marca 2012 oba państwa rozpoczęły konfrontacje o sporne regiony, bombardując pola naftowe, co przerodziło się w stan wojenny między obydwoma krajami.
10 kwietnia 2012 wojska Sudanu Południowego zbrojnie zajęły sudańskie miasto Heglig. Dzień później oba kraje ogłosiły mobilizacje wojsk, a władze Sudanu wprowadziły stan wojny z południowym sąsiadem. Wojsko sudańskie bezskutecznie próbowało odbić miasto, w odwecie za pomocą lotnictwa bombardując tereny południowosudańskie. Dopiero pod presją międzynarodową, Sudan Południowy opuścił Heglig po dziesięciodniowej okupacji.
Nie zakończyło to jednak konfliktu, na granicy dochodziło notorycznie do wymiany ciosów, które rujnowały gospodarki obu państw, poprzez wstrzymanie wydobycia ropy naftowej. W wyniku tego mediacje podjęła Unia Afrykańska i Rada Bezpieczeństwa ONZ, która 2 maja 2012 uchwaliła rezolucję o wstrzymaniu walk i wycofanie sił ze spornych regionów. 29 maja 2012 rozpoczęto w Addis Abebie wielomiesięczne rokowania pokojowe z wysłannikiem UA Thabo Mbekim jako głównym mediatorem, zakończone 27 września 2012 podpisaniem porozumienia o utworzeniu zdemilitaryzowanej strefy buforowej wzdłuż wspólnej granicy obu państw.

## Tło
9-15 stycznia 2011 roku odbyło się referendum w sprawie niepodległości Sudanu Południowego, na mocy postanowień z 2005, kończących wieloletnią wojnę domową. W wyniku referendum 9 lipca 2011 Sudan Południowy proklamował niepodległość.
Podziału sudańskiego państwa dokonał się pokojowo. Jednak przed secesją nie rozwiązano wielu spornych kwestii, dzielących oba państwa. Sporem między krajami stanowiły dochody z wydobycia ropy naftowej. Po podziale trzy czwarte złóż ropy znalazło się na Południu. W wyniku tego wybuchł konflikt o wysokość opłat tranzytowych (południowa ropa musiała być transportowana przez terytorium Sudanu, bo innego ropociągu nie było). Dochody z ropy stanowiły nawet 98% dochodów Sudanu Południowego. Przede wszystkim nie uregulowano do końca kwestii granic, w tym przynależności roponośnego regionu Abyei. Były to jedyne tereny bogate w ropę naftową na terenie Sudanu. Tereny te zamieszkiwały plemiona Dinka stanowiących większość na Południu Sudanu. Ich sąsiadami z północy byli arabscy pasterze Misseriya, którzy chcieli wypasać swoje bydło na dobrych pastwiskach w Abyei. Przez to dochodziło tam niejednokrotnie do konfliktów plemiennych.
28 kwietnia 2011 prezydent Sudanu Umar al-Baszir ogłosił, iż nie uzna niepodległości Sudanu Południowego, jeśli w jego granicach znajdzie się roponośny region Abyei. Deklaracja ta wieściła inwazję wojsk Sudanu. Do pierwszych starć w Abyei między siłami Północy i Południa doszło w dniach 1-3 maja 2011. Zginęło wówczas 14 osób.

## Konflikt

### Aneksja Abyei i wybuch walk w Kordofanie Południowym

Abyei sporny zaanektowany region (ukośnymi kreskami)

Rząd w Chartumie chciał zagarnąć sporny rejon jeszcze przed ogłoszeniem secesji, więc 20 maja 2011 wysłano tam wojsko o liczbie 5 tys. żołnierzy, które po ciężkich walkach 21 maja anektowały region. W bitwie zginęło 22 żołnierzy Południa. Walki spowodowały ucieczkę tysięcy cywili w kierunku Bahr el Ghazal. 30 maja 2011 ustalono zawieszenie broni, 20 km linię demarkacyjną i demilitaryzację Abyei. Kroki te podjęto z inicjatywy Unii Afrykańskiej. Niedobór żywności wśród sił rebelianckich i plemion spowodował ataki na pastwiska wrogich plemion, grabieży i kradzieży bydła. Ze spornego regionu w przeciągu miesiąca uciekło 113 tys. cywilów.
Po aneksji Abyei przez siły Północy, ONZ zdecydowała się wysłać do Sudanu 7 tysięcy żołnierzy wojsk rozjemczych w ramach misji UNFISA. Kolejna odsłona konfliktu wybuchła 6 czerwca 2011, kiedy w Kordofanie Południowym, armia Południa rozpoczęła ataki na posterunki policji, przejmując broń. SPLA twierdziła, że północna armia próbowała rozbroić ich jednostki jeszcze przed ogłoszeniem niepodległości przez Sudan Południowy. W prowincji trwały ciężkie bombardowania artyleryjskie, siły Północy używały lotnictwa. Z prowincji objętej walkami uciekło 140 tys. cywilów.
14 czerwca 2011 ONZ oskarżył rząd Sudanu z o przeprowadzenie intensywnego bombardowania w pobliżu północno-południowej granicy. Walki te spowodowały oprócz exodusu cywilów, ogromne zniszczenia infrastruktury mieszkalnej, zniszczone były budynki i kościoły. Dzień później o zawieszenie broni zaapelował prezydent USA Barack Obama. 19 czerwca 2011 prezydent Sudanu Umar al-Baszir oskarżył Ludowy Ruch Wyzwolenia Sudanu (SPLM-N) o zdradę i napaść na Kordofan Południowy. Dodał, że nie przerwie ataków, dopóki SPLA nie wycofa się z rejonu konfliktu. Tymczasem ciężkie boje toczony pod stolicą prowincji - Kadukli.

### Proklamacja niepodległości i zbrodnie wojenne
9 lipca 2011 Sudan Południowy proklamował niepodległość i sporna granica zaczęła obowiązywać w świetle międzynarodowym. Pomimo uznania Chartumu niezależności swojego nowego sąsiada, to walki o ziemie wybuchły na nowo. Raportu ONZ z 18 lipca 2011 dokumentował zbrodnie wojenne popełniane przez obie strony w Kordofanie Południowym. Następnego dnia Podsekretarz Generalny ONZ do spraw humanitarnych Valerie Amos wezwała do przeprowadzenia niezależnego dochodzenia ws. zbrodni popełnionych w czasie konfliktu.
Gubernator Nilu Błękitnego ostrzegł, że wojna mogła się zaognić z powodu połączeniu sił ugrupowań rebelianckich walczących w Darfurze. Ruch Sprawiedliwości i Równości (JEM) poparł armię Sudanu Południowego i 19 lipca 2011 wziął po raz pierwszy udział w walkach przygranicznych pod Piseą. Między ugrupowaniem rebelianckim z Chalilem Ibrahimem na czele a Południem ukształtował się militarny sojusz.
23 sierpnia Umar al-Baszir ogłosił dwutygodniowe jednostronne zawieszenie broni w Kordofanie Południowym, podczas osobistej wizyty w tej prowincji. Poinformował, że rząd nadal utrzymywał zakaz wjazdu zagranicznych organizacji pomocowych, a pomoc humanitarną miał dostarczać jedynie sudański Czerwony Półksiężyc.

### Walki w Nilu Błękitnym
1 września 2011 Ludowy Ruch Wyzwolenia Sudanu (SPLM-N) oskarżył armię przeciwnika, że na terenie walk stosował taktykę spalonej ziemi, żeby doprowadzić do głodu ludzi z grupy etnicznej Nuba zamieszkujących Południe. Z kolei armia sudańska podała, że partyzanci z południa zabili 17 cywilów, w tym dzieci, w czasie ataku na sudański Ad-Damazin, stolicę Nilu Błękitnego. 2 września Chartum ogłosił stan wyjątkowy w związku z rajdami wojska z Południa. W odpowiedzi sudańskie lotnictwo zbombardowało pozycje w wioskach zajętych przez SPLM-N.
4 września 2011 SPLM-N i JEM we wspólnym oświadczeniu potępiło bombardowania, w których wyniku zginęli także cywile. Rebelianci zażądali od RB ONZ nałożenie na Nil Błękitny, Darfur i Południowy Kordofan strefy zakazu lotów. 10 września 2011 wojsko sudańskie przełamało oblężenie Qiessan przy granicy z Etiopią, dzięki czemu dostarczono pomoc do rannych w mieście. Dowództwo armii poinformowało, że 20% Nilu Błękitnego było kontrolowane przez wrogie oddziały wspierane przez Południe. Walki spowodowały exodus 400 tys. cywilów.
Sukces armii Północy załamał impet SPLM-N. W wyniku tego na granicy walki ustały. Wojsko szykowało się do działań, które miały odepchnąć wroga ze swoich terenów. 2 listopada 2011 Sudan odbił Kurmuk, ostoję południowców w Nilu Błękitnym. Cztery dni później miasto odwiedził Umar al-Baszir, nazywając je wyzwolonym. Zagroził Sudanowi Południowemu wojną w przypadku ponownych ataków i wspierania bojówek darfurskich.
10 listopada 2011 lotnictwo Sudanu zbombardowało obóz wojskowy Yida w południowosudańskim stanie Unity. W wyniku nalotu co najmniej 12 osób zostało zabitych, a 20 rannych.

### Powołanie Sudańskiego Frontu Rewolucyjnego

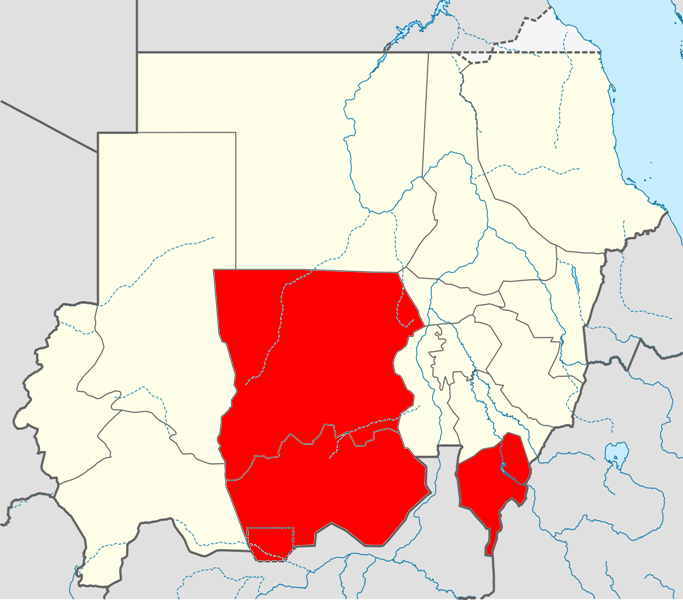
Wilajety sudańskie objęte walkami (Kordofan Południowy i Nil Błękitny)

11 listopada 2011 frakcje darfurskie i Ludowy Ruch Wyzwolenia Sudanu ogłosiły powołanie Sudańskiego Frontu Rewolucyjnego (SFR), którego celem było obalić rząd Baszira i zainstalować system demokratyczny w Sudanie. Chartum oskarżył Sudan Południowy o wspieranie rewolucjonistów.
10 grudnia 2011 doszło do potyczki pod Warni w Kordofanie Południowym, w wyniku czego zginęło 19 osób. Armia Sudanu została zmuszona do odwrotu. Front Rewolucyjny zdobył także miasta Abu al-Hassana i al-Raszad.
25 grudnia 2011 przywódca największego ugrupowania rebeliantów w Darfurze, Ruchu Sprawiedliwości i Równości (JEM), Chalil Ibrahim, został zabity przez armię sudańską. Ibrahim, który był oskarżony o projektowanie ataków na ludność cywilną i grabieże, zginął podczas walk w rejonie miejscowości Wadbanda, w Kordofanie Północnym.
Na początku stycznia 2012 Sudan Południowy pogrążony był w walkach etnicznych. Z tego kraju uciekło 50 tys. ludzi. Tymczasem nie lepiej sytuacja przedstawiała się na pograniczu. Z powodu głodu i niedożywienia według Organizacji Narodów Zjednoczonych, blisko 417 tys. osób zostało wysiedlonych, z czego 80 tys. uciekło w głąb Sudanu Południowego, co podsycało tamtejszy konflikt. ONZ donosiło nawet, iż sytuacja w Kordofanie Południowym w Górach Nubijskich, zamieszkiwana przez 50 różnych afrykańskich czarnych plemion była gorsza niż w Darfurze.

### Pakt o nieagresji i zaognienie konfliktu
10 lutego 2012 po negocjacjach pod egidą byłego prezydenta RPA Thabo Mbeki, w Addis Abebie, Sudan z Sudanem Południowym podpisali pakt o nieagresji.
Jednak 26 lutego 2012 Sudański Front Rewolucyjny ogłosił, iż w ataku na garnizon wojskowy Lake Obyad przy granicy z Sudanem Południowym zabił 130 sudańskich żołnierzy.
26 marca 2012 roku na terytorium pogranicznym oby państw, w regionie bogatym w złoża ropy naftowej, wybuchła intensywna wymiana ciosów. Siły zbrojne obu państw rozpoczęły walki o sporny rejon granicznego miasta Heglig, przez który przebiega rurociąg z południa na północ. Minister Informacji i Łączności południowosudańskiego stanu Unity stwierdził, że walki zaczęły się atakiem sił sudańskich na rejon Teshwin, który łączy roponośne pola Heglig z Hrabstwem Pariang. Były to najpoważniejsze walki od czasu proklamowania niepodległości przez Sudan Południowy.
Prezydent Sudanu Południowego Salva Kiir Mayardit ogłosił przejęcie kontroli nad Heglig. Władze Sudanu Południowego poinformowały, że Sudańskie Siły Powietrzne zbombardowały, około 9. lokalnego czasu, pola naftowe położone nieopodal miasta Bantiu. Zbombardowano również pola naftowe należące do Greater Nile Petroleum Operating Company. W związku z zaistniałą sytuacją prezydent Sudanu Umar al-Baszir odwołał, planowane na 3 kwietnia 2012, spotkanie z prezydentem Sudanu Południowego w Dżubie.
27 marca o godz. 7:00 rebelianci z Sudanu Południowego - Armia Wyzwolenia Sudanu Południowego (SSLA), zajęli bazy SPLA w Lalop wykorzystywane do rajdów przygranicznych. Rebelianci wzięli do niewoli 27 żołnierzy i przejmując sprzęt. Armia Wyzwolenia Sudanu Południowego to buntownicza formacja powstała w kwietniu 2011 i prowadząca rebelię wobec SPLA w Sudanie Południowym.
28 marca 2012 strony wyraziły chęć spotkania 30 marca 2012 w Addis Abebie, w celu zapobieżenia eskalacji przemocy. Rzecznik Sekretarza Generalnego ONZ Eduardo del Buey ogłosił, że rząd Sudanu Południowego zgodził się na wycofanie oddziałów na wcześniejsze pozycje, natomiast rząd Sudanu zobowiązał się do zaprzestania bombardowań pozycji SPLA. Umar al-Baszir odwołał wcześniejsze zastrzeżenia i wyraził zgodę na spotkanie z Salvą Kiirem 3 kwietnia 2012.

### Stan wojenny
Jednak porozumienie nie okazało się trwałe. Na początku kwietnia 2012 lotnictwo sudańskie bombardowało pozycje południowosudańskie. Kolejna seria walk granicznych wybuchła wieczorem 9 kwietnia 2012. Wówczas SPLA dokonała udanego ataku na sudańskie miasto Heglig, zdobytego dzień później. 10 kwietnia 2012 w odwecie południowosudańskie miasta Teshwin i Abiemnhom były atakowane przez armię Sudanu za pomocą artylerii i ostrzału z powietrza. Wznowienie operacji militarnych spowodowało zerwanie rozmów dwustronnych o bezpieczeństwie, granicy i podziale dochodów z ropy naftowej. 11 kwietnia 2012 oba kraje ogłosiły mobilizacje i przygotowania do wojny, nakazując jednocześnie swoim negocjatorom powrót do kraju. Ponadto władze Sudanu ogłosiły stan wojny ze swoim południowym sąsiadem.
12 kwietnia 2012 sudańskie lotnictwo zbombardowało miasto Bantiu, stolicy stanu Unity, starając się zniszczyć strategiczny most przy użyciu samolotu Antonov An-26. 13 kwietnia 2012 SPLA umacniało swoje pozycje w mieście Heglig, podczas gdy Sudan mobilizował swoje siły, przygotowując natarcie na miasto. Jednak 30 km na północ od miasta w wiosce Kelet zostało ono zatrzymane. Lotnictwo Północy zbombardowało pozycje wroga w Jau, Panakuach i Hegligu. 14 kwietnia 2012 armia Sudanu Południowego odcięła wszystkie drogi do Hegligu oraz kontynuowała pochód na północ. SPLA odparł szturm SAF na miasto Kersana.
15 kwietnia 2012 4. dywizja wojska sudańskiego odbiła miasto Mugum w prowincji Nil Błękitny, okupowane wcześniej przez armię Południa. Zginęło 25 żołnierzy SPLA. Wieczorem lotnictwo sudańskie zbombardowało obóz sił ONZ (UNMISS) w wiosce Mayom, leżącą w granicznym stanie Unity. Nalot spowodował straty materialne w obozie, natomiast w wiosce zginęło siedmiu cywilów, a 14 odniosło rany. Zbombardowano także szyby naftowe w pobliżu miasta Heglig. 16 kwietnia 2012 dwa sudańskie samoloty zrzuciło osiem bomb na zachód od Banitu. Zginęło dwóch cywilów, a osiem zostało rannych. Wieczorem armia Sudanu Południowego zestrzeliła samolot MiG-29 latający nad Hegligiem.
17 kwietnia 2012 wojsko Sudanu odparło szturm SPLA na miasto al-Meram w Kordofanie Południowym. Działania Sudanu Południowego zmierzały do dezorganizacji kolumny armii Sudanu, która mobilizowała się do odbicia Hegligu. Ponadto Sudan dokonał agresji na stan Bahr el Ghazal Północny. Sudan próbował otworzyć kilka frontów, by utrudnić bronienie Sudanowi Południowemu Hegligu. 18 kwietnia 2012, 160 km od Hegligu na zachód doszło do starcia wrogich stron, w czego wyniku zginęło siedmiu żołnierzy Sudanu Południowego i 15 Sudanu.
20 kwietnia 2012 prezydent Sudanu Południowego Salva Kiir Mayardit, ogłosił, iż żołnierze SPLA wycofają się z Hegligu w ciągu trzech dni. Niedługo później minister obrony Sudanu – Abdel-Rahim Mohamed Hussein – ogłosił w państwowej telewizji, że o godz. 14:20 (13:20 czasu polskiego) Siły Zbrojne Sudanu weszły do Heglig i zajęły miasto po jego dziesięciodniowej okupacji przez Siły Zbrojne Sudanu Południowego oraz rebeliantów z darfurskiego Ruchu na rzecz Sprawiedliwości i Równości.
W czasie konfliktu wokół Hegligu i pól naftowych, w Kordowanie Południowym uaktywnili się rebelianci z Ludowego Ruch Wyzwolenia Sudanu (SPLM-N). Do walk doszło 20-21 kwietnia w mieście Talodi. Wojsko Sudanu podało, iż zadało dotkliwej porażki rebeliantom, zabijając 100 bojowników. Z kolei partyzanci ogłosili swoje zwycięstwo, uściślając, iż w walkach poległo 79 żołnierzy i trzech rebeliantów. Ponadto 12 wojskowych dostało się do niewoli. SPLM-N zagrozili atakiem na stolicę prowincji Nilu Błękintengo - Ad-Damazin.
22 kwietnia 2012 lądowa armia sudańska dokonała trzech ataków na pograniczu, w których wyniku przedostała się ok. 10 km w głąb terytorium Sudanu Południowego. Armia użyła czołgów i ciężkiej artylerii, a szturm wspierały bojówki południowosudańskie i lotnictwo. 23 kwietnia 2012 Siły Powietrzne Sudanu za pomocą dwóch samolotów MiG-29 zrzuciły cztery bomby na Banitu i sąsiednie miasto Rubkona. W wyniku nalotów zniszczone zostało targowisko w Rubkonie. Dwie bomby spadły na most łączący miasta. W czasie kiedy na terytoria Sudanu Południowego spadały bomby, Umar al-Baszir odwiedził Heglig. W czasie wizyty wykluczył rozmowy z południowym sąsiadem i zagroził wojną totalną. W kolejnych daniach na granicy zanotowany względny spokój. 25 kwietnia 2012 Sudan podpuścił się bombardowania wioski w Unity, natomiast 27 kwietnia 2012 doszło do niewielkiej potyczki na przejściu granicznym. 26 kwietnia 2012 pod Malakal doszło do walki rebeliantów SSLA z wojskiem Południa. Konfrontacje pod stolicą stanu Górnego Nilu wygrały siły zbrojne Sudanu Południowego.

### Zabiegi pokojowe i mediacja UA
2 maja 2012 o godz. 16:00 czasu lokalnego, RB ONZ przyjęła rezolucję, dającą 48 godzin na zaprzestanie walk między krajami. Natomiast do 16 maja 2012 wyznaczono termin wycofanie wszystkich sił ze spornych regionów. Sudan ogłosił, że jeżeli Południe nie będzie stosować przemocy, to możliwy będzie powrót do negocjacji. Jednak 3 maja 2012 samoloty SAF zbombardowały Lalop w stanie Unity. W tym samym czasie południowosudańskie pozycje w Teshwin zostały ostrzelane przez artylerię Północy. Ponadto samoloty sudańskie zrzuciły sześć bomb na Panakuach, w stanie Unity. Ponadto Północ przeprowadziła atak artyleryjski na bazę armii odległą o ok. 25 km od Panakuach. 4 maja 2012, kiedy rezolucja miała wejść w życie, Sudan ostrzelał za pomocą ognia artyleryjskiego pozycje południowosudańskie pod Teshwin, Lalop oraz Panakuach.
5 maja 2012 Sudan oskarżył sąsiada, iż w czasie kiedy zaczęła obowiązywać rezolucja ONZ, ten okupuje dwa sudańskie miasta Kafen Debbi i Samaha. Armia Sudanu Południowego odpowiedziała, iż zajęła te miasta, gdyż prowadzone były stamtąd ataki bojówek, a także, te miasta de facto leżą w granicach południowosudańskich. Tak więc po raz kolejny uwydatnił się problem niewytyczenia granic. Tego samego dnia oddział 250 sudańskich żołnierzy, który za pomocą 10 pojazdów, w tym 7 z zamontowaną ciężką bronią maszynową, miał przeprowadzić atak na pola naftowe ze stanu Unity, zdezerterował i przyłączył się w szeregi Sudanu Południowego.
Wskutek wezwań RB ONZ i Unii Afrykańskiej, 7 maja 2012 Sudan Południowy rozpoczął wycofywanie swoich 700 policjantów z Abyei. Na spornym terenie pozostało jeszcze południowosudańskie wojsko. Jednakże już tego samego dnia Sudan wznowił bombardowania, gwałcąc tym samym postanowienia rezolucji RB ONZ.
Wykorzystując zamieszanie na sudańskiej granicy, Rewolucyjny Front Sudanu ogłosił początek operacji mających na celu obalenie reżimu w Chartumie. Bojówki te przejęły pełną kontrolę nad rejonem Gereida w Darfurze.
Do 11 maja 2012 Sudan Południowy wycofał swoje wszystkie siły rejony Abyei. W związku z tym, że Sudan tego nie zrobił, Dżuba zgłosiła ten fakt do organizacji międzynarodowych. Termin wycofania wojsk i wznowienia rozmów minął 16 maja 2012. Ultimatum nie dotrzymano, jednakże już wówczas nie odnotowywano incydentów zbrojnych. Południe było skore do rozmów, z kolei Chartum stał przy stanowisku, iż trzeba było najpierw rozwiązać kwestie bezpieczeństwa.
Po przyjęciu rezolucji RB ONZ, 16 maja 2012 minął termin wznowienia rozmów między państwami. Jednak do tego nie doszło, więc rozpoczęła się mediacja pod aspiracjami Unii Afrykańskiej. Pracami negocjacyjnymi przewodził Thabo Mbeki prezydent Republiki Południowej Afryki w latach 1999-2008. W drugiej połowie maja 2012 Mbeki odbywał wizyty w Chartumie i Dżubie ustalając szczegóły rozpoczęcia międzynarodowych rokowań pokojowych. Obie strony i negocjatorzy ustalili na 29 maja 2012 w Addis Abebie w Etiopii rozpoczęcie rozmów.
17 maja 2012 RB ONZ rezolucję nr 2047, wzywającą Sudan do wycofania wojska i policji ze spornych rejonów, gdyż nie uczynił tego do 16 maja 2012, kiedy minęło ultimatum. Ponadto przedłużono o pół roku mandat misji UNISFA, która składała się głównie z etiopskich żołnierzy, kierowanych przez etiopskiego generała broni Tadesse Tesfaya. Od 29 maja 2012 w Addis Abebie trwały negocjacje pokojowe między krajami. Obie strony wysunęły wobec siebie oczekiwania. Chodziło głównie o zaprzestanie wspierania wrogich ugrupowań rebelianckich, zaprzestania ataków swoich terytoriów, wycofania swoich jednostek za granicę i wznowienia rokowań wokół tranzytu ropy.
Po kilku miesiącach negocjacji, 27 września 2012 ministrowie obrony obu krajów, podpisali porozumienie w sprawie utworzenia zdemilitaryzowanej strefy buforowej wzdłuż wspólnej granicy obu państw. Strefa ta miała zapobiec incydentom granicznym oraz przenikanie bojówek do sąsiednich krajów. Umożliwi to także Sudanowi Południowemu wznowienie eksportu ropy przez Port Sudan nad Morzem Czerwonym. W relacjach między Sudanem a Sudanem Południowym wciąż nierozwiązana pozostała kwestia terytoriów wokół miasta Abyei, a także sprawa dokładnego przebiegu granic. Armia Sudanu Południowego rozpoczęła 18 stycznia 2013 na mocy wrześniowego porozumienia, operację wycofania wojsk ze spornych z Sudanem rejonów pogranicza, by utworzyć strefę buforową.

### Zmagania partyzanckie Sudanu z bojówkami w Kordofanie i Darfurze
Latem 2012 wybuchła nowa seria walk w Kordofanie i Darfurze między armią Sudanu a bojówkami dążącymi do przewrotu w Chartumie. W dniach 3-6 lipca 2012 w Zachodnim Darfurze w potyczce z rebeliantami powiązanych z ugrupowaniem JEM zginęło 32 żołnierzy. 24 lipca 2012 żołnierze w zaplanowanej operacji zabili 50 rebeliantów JEM i zniszczyli kilka ich pojazdów wojskowych. Dzień wcześniej bojownicy z Sudańskiego Frontu Rewolucyjnego zabili i rani kilkudziesięciu żołnierzy oraz zniszczyli 20 pojazdów w walkach pod Kirkdy w Kordofanie Południowym i Alhtbaun w Kordofanie Północnym.
Ponowne ciężkie walki w Kordofanie Południowym wybuchły w dniach 25-26 sierpnia 2012 pod Al-Moreib. W bitwie zginęło 17 rebeliantów SPLM-N i 61 żołnierzy SAF. 6 września 2012 w bitwie w regionie Dżebal Marra w Północnym Darfurze zginęło 77 rebeliantów SFR i 85 żołnierzy. 20 września 2012 z tego samego pola bitwy zniesiono 80 ciał żołnierzy SAF, na których odwet wzięły SFR. Tam też 29 września 2012 zginęło 70 rebeliantów SFR i 12 żołnierzy z kolei dzień później, bojownicy zamordowali 80 żołnierzy.
1 października 2012 rebelianci zastawili zasadzkę na konwój wojskowy jadący z Darfuru Północnego w Ribeige (Kordofan Północny). Zginęło w niej 22 żołnierzy. 14 października 2012 rebelianci zabili w bitwie w Kordofanie Południowym 21 wojskowych. Po tym zwycięstwie 15 października 2012 rebelianci SFR przejęli kontrolę nad regionem Surkum w Nilu Błękitnym, gdyż wojsko, które poniosło ciężkie straty, musiało zapełnić luki w Kordofanie Południowym. 22 października 2012 SPLM-N zabiło 6 żołnierzy, a 31 października 2012, 30 sudańskich żołnierzy. 3 listopada 2012 w Kordofanie Południowym zginęło 70 żołnierzy SAF i 7 bojowników SPLM-N. Cztery dni później w Kordofanie Północnym w walce SAF z JEM poległo 3 rebeliantów oraz ponad 100 żołnierzy.
11 grudnia 2012 rebelianci SPLM-N odparli wojskowy szturm na kontrolowane przez nich wioski w Kordofanie Południowym. Atak był prowadzony za pomocą 10 czołgów oraz stu pojazdów opancerzonych. W starciach zginęło 27 żołnierzy. Zestrzelono także jeden samolot bojowy Antonov. 24 grudnia 2012 rebelianci darfurscy zajęli ważne miasto Golo, jednak siły rządowe odbiły je do końca roku.
11 stycznia 2013 doszło do bitwy między armią sudańską a Rewolucyjnym Frontem Sudanu pod Kadugli w Kordofanie Południowym. Śmierć poniosło ponad 50 osób. W styczniu 2013 w Darfurze dochodziło do walk między arabskimi plemionami Beni Husajn i Rizajgat o kontrolę nad kopalnią złota. Walki spowodowały ponad 100 ofiar i migracje 130 tys. osób. Jedno z poważniejszych starć nastąpiło 21 lutego 2013, kiedy to w bitwie w As-Siriaf zginęło 21 osób, a 33 zostało rannych. Do ponownej bitwy w As-Siriaf o kopalnie złota doszło 24 lutego 2013, kiedy to łącznie zginęło 51 osób.
Na początku lipca 2013 w stolicy Darfuru Południowego - Nijali stało się sceną gwałtownych starć między siłami rebelianckimi, co zmusiło jego ludność i tamtejszy personel ONZ do szukania schronienia. Walki przeniosły się z terenów wiejskich do miasta, po raz pierwszy od wielu miesięcy.
Kolejna krwawa bitwa rozegrała się w okolicach Um Duchum 26 września 2013, kiedy to plemię Salamatów zaatakowało członków z plemienia Misserija. Atak został odparty, a w walkach zginęło 51 osób, a 65 zostało rannych. W 2013 z powodu przemocy etnicznej i walk wojsk rządowych z rebeliantami z Południowego Darfuru uciekło 460 tys. cywilów.
W dniach 27-28 października 2013 w Abyei odbyło się nieoficjalne referendum, w którym mieszkańcy okręgu decydowali, do którego kraju będą przynależeć. W głosowaniu udział brali głównie członkowie plemiona Dinka, z kolei Arabowie z plemienia Misserija zbojkotowali je. Z głosowania wynikło, iż Dinkowie opowiedzieli się za przynależnością do Sudanu Południowego. Referendum nie było uznane przez władze obu krajów, a przewodnicząca Komisji Unii Afrykańskiej Nkosazana Dlamini-Zuma, nazwała je nielegalnym.
30 grudnia 2013 w Darfurze w ataku niezidentyfikowanej grupy zbrojne zginęło dwóch żołnierzy – Jordańczyk i Senegalczyk – sił pokojowych UNAMID. 1 stycznia 2014 w Północnym Darfurze doszło do napadu Ruchu Wyzwolenia Sudanu (SLM) na żołnierzy sudańskich. Zginęło w nim 23 żołnierzy. Rebelianci przejęli także trzy pojazdy Toyota Land Cruiser i spalili pięć innych.
W kwietniu 2014 Sudańskie Siły Zbrojne przeprowadziły w Południowym Kordofanie operację „Decydujące Lato”, w wyniku której do 21 kwietnia 2014 odbito z rąk rebeliantów SPLM-N pięć regionów - Zachodnia i Wschodnia Zalataja, Saraf Falata, Tindumin i Tagilbo, co według komunikatu wojskowego doprowadziło do wyzwolenia spod jarzma rebeliantów 7,5 sty. cywilów. Z kolei według sił antyrządowych, operacja prowadzona przez wojsko centralne zmusiło do ucieczki z miejsca zamieszkania 70 tys. cywilów.